# Dudley Moulton

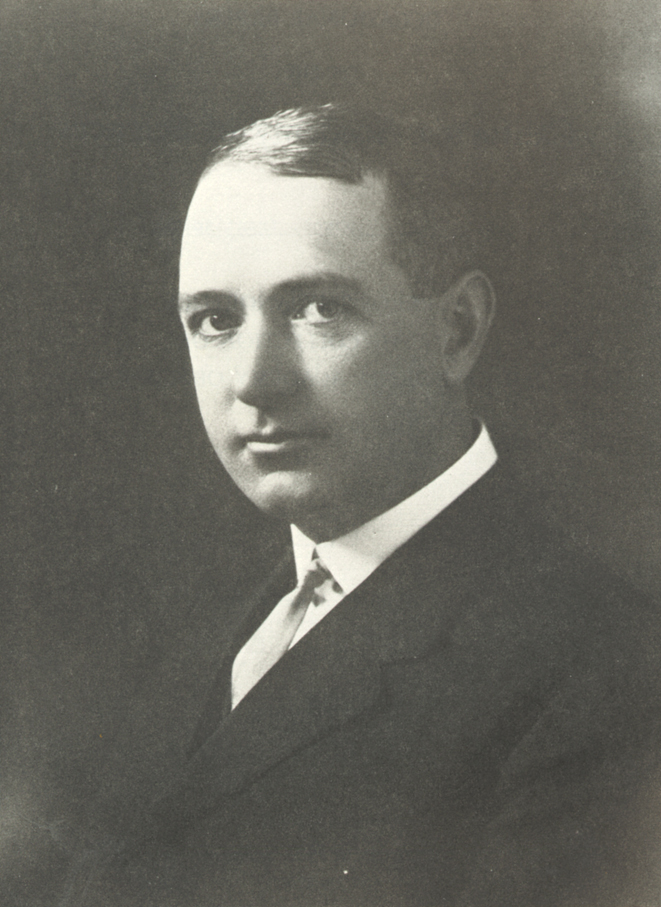
Fotografía de Dudley Moulton tomada en 1915

Dudley Moulton (28 de diciembre de 1878 – 5 de julio de 1951) fue un entomólogo estadounidense quien se especializó en el estudio de arañuelas mientras trabajaba como entomólogo en cuarentena obligatoria y más tarde en la administración del departamento de agricultura de California. 

## Biografía
Nació en una familia campesina en San José. Recibió un A.B. (1903) y M.A. (1906) de la Universidad de Stanford, estudiando con Vernon Kellogg. Luego trabajó como entomólogo para el condado de Santa Clara durante un par de años antes de trabajar para el departamento de cuarentena de San Francisco. Se interesó tempranamente por las arañuelas del peral en 1904, en un momento en que era una plaga grave, y más tarde mantuvo su interés por ellas fuera de su principal trabajo profesional y pidió a sus colegas que las recolectaran por él. En 1909 se convirtió en Comisionado Estatal Adjunto de Horticultura de California. En 1931 se convirtió en director del departamento de agricultura del estado de California. Sus colecciones de arañuelas, que finalmente fueron depositadas en la Academia de Ciencias de California, incluían 25 000 especímenes en portaobjetos y unas 10 000 muestras en alcohol. Murió en 1951 en la casa de su hijo en Pasadena. Estaba casado con Maude, quien le sobrevivió junto con dos hijos.